# Meytal Cohen
Meytal Cohen (em hebraico: מיטל כהן), nascida em 9 de agosto de 1983, é uma baterista israelense que reside em Los Angeles, Califórnia. Além de atuar em conjuntos ocasionais e trabalhar como musicista de estúdio, participa de turnês com artistas renomados.

## Juventude e educação
Meytal nasceu em Ramat Gan e é a sétima filha de uma grande família. Seus pais nasceram no Iraque. Estudou sapateado e graduou-se no grande teatro da Blich High School em Ratman Hen. Aos 18 anos começou a tocar bateria e por dois anos serviu nas Forças de Defesa de Israel, depois mudou-se para Los Angeles, onde estudou na Los Angeles Music Academy, com especialização em percussão.

## Carreira
Depois de formada na Academia de Música de Los Angeles, tocou com a banda "Metaphor", junto com Tina Guo no violoncelo, Anna Stafford no violino e Ali Wood no piano, excursionando pela Austrália, Reino Unido, México, América do Sul e Europa em 2007. A banda cover de Led Zeppelin, "Moby Chick" se juntou a esta turnê em Porto Rico.
Em 2010, Meytal iniciou seu projeto de vídeos online realizando covers de bateria de músicas de rock populares. Isso lhe concedeu uma base de fãs e reconhecimento. Seu cover da música Toxicity da banda System of a Down, gravado em 2009, ultrapassou a marca de 10 milhões de visualizações em 2015.
Seu canal no YouTube, ultrapassou a marca de 60 milhões de acessos em 2014, e seu número de seguidores no Facebook em 2013 era maior do que qualquer outra mulher israelense com mais de 369 mil curtidas, ultrapassando a modelo Bar Refaeli. Assim ela acabou se tornando destaque em um programa de TV americano e em dois na Austrália.
Em 2013, Meytal iniciou uma campanha de crowdfunding chamada "Breaking YouTube", cujo propósito era levantar fundos para a criação de músicas autorais. Em um mês, a campanha levantou 144 341 dólares.

## Equipamento
- Tambores – DW Drums Collector's Series Maple.[4] Cohen utiliza o mesmo kit, com um acabamento branco, em algumas das suas gravações.
  - 8”×10" Tom
  - 9”×12" Tom
  - 12"×14" Floor Tom
  - 14"×16" Floor Tom
  - 18”x22" Bass Drum
  - 6”x14" Maple Snare Drum
  - 6”x10" Maple Snare Drum
- Pratos – Meinl Cymbals[5]
  - 21" Byzance Dark Ride
  - 20" Byzance Brilliant China
  - 17" Soundcaster Fusion Medium Crash
  - 17" Byzance Traditional Medium Thin Crash
  - 10" Byzance Traditional Splash
  - 17" Soundcaster Fusion Medium Crash
  - 17" Byzance Traditional Medium Thin Crash
  - 8" Byzance Traditional Splash
  - 14" Byzance Traditional Medium Hihat (x2)
  - 8" Classics Medium Bell
- Kit eletrônico – Roland Electronic Drums[6]
  - TD-30KV
  - SPD-SX
  - TM-2
  - BT-1
  - HandSonic HPD-20
  - OCTAPAD SPD-30
  - STUDIO-CAPTURE

## Meytal
Atualmente, Meytal Cohen toca com uma banda de heavy metal que a acompanha nos shows intitulada "Meytal", com a qual lançou seu primeiro álbum Alchemy em 24 de julho de 2015.

## Discografia
Álbum de estúdio
- Alchemy (2015)

Single
- "Dark Side Down" (2014)

Álbum ao vivo
- Alchemy live (2016)

## Outras leituras
- Liz Ramanand (29 de setembro de 2011), «Female Drummer Meytal Cohen Rocks Godsmack's "I Stand Alone"», Loudwire
- John Davenport (27 de fevereiro de 2012), «Interview with Meytal Cohen», Coolgrrrls
- Sean Mitchell (16 de março de 2012), «Interview: Meytal Cohen», The Black Page